# Senorbì
Senorbì (sardinski: Senorbì) je grad i općina (comune) u pokrajini Južnoj Sardiniji u regiji Sardiniji, Italija. Nalazi se na nadmorskoj visini od 199 metara i ima 4 897 stanovnika.
 Prostire se na 34,29 km². Gustoća naseljenosti je 143 st/km².
Susjedne općine su: Ortacesus, San Basilio, Sant'Andrea Frius, Selegas, Siurgus Donigala i Suelli.